# Alchemilla glacialis x pentaphylla f. intermedia
Alchemilla glacialis x pentaphylla f. intermedia é uma espécie de rosácea do gênero Alchemilla, pertencente à família Rosaceae.